# 330 î.Hr.

## Evenimente
- Căderea Imperiului Ahemenid.

## Nașteri
- dată necunoscută: Erasistrate  (d. 249 î.Hr.)

## Decese
- Darius al III-lea, ultimul rege ahemenid (n. 380 î.Hr.)